# Kalana (Pajusi)
Kalana – wieś w Estonii, w prowincji Jõgeva, w gminie Pajusi.